# Keytar
La Keytar è uno strumento musicale elettronico il cui termine inglese è formato dalla sincrasi delle parole inglesi keyboard ("tastiera") e guitar  ("chitarra").
Lo strumento è stato ideato dal chitarrista Steve Masakowski e commercializzato nel 1980 dalla Moog con il nome di Moog Liberation. Il primo modello (#1001) fu comprato da Tom Schuman degli Spyro Gyra. Funziona come una comune tastiera ma che, invece di essere appoggiato su un piedistallo, deve essere imbracciato attorno al collo (come si fa con una chitarra), permettendo al musicista una più vasta gamma di movimenti.
Le Keytar ha goduto di notevole fama negli anni ottanta a causa della moda new wave-glam metal del periodo, per poi quasi cadere nel dimenticatoio.

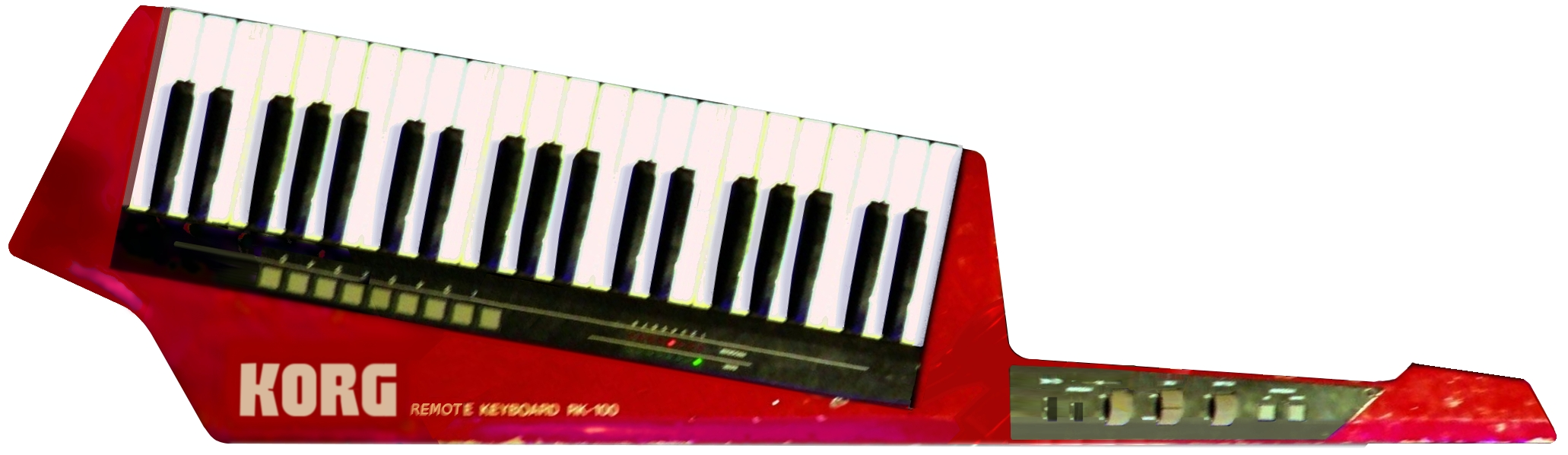
Una Keytar

Case che producevano Keytar erano Moog, Roland Corporation, Yamaha, Korg e Casio, ma solo poche di esse ancora ne producono; Roland e Williams sono tra queste, anche se quello della Williams ha significative differenze dal modello classico: sono presenti anche le corde, che vengono suonate dalla mano destra, mentre i tasti (solamente un'ottava) sostituiscono quello che nella chitarra è il manico e vengono suonati solo dalla mano sinistra.
Inoltre le nuove Keytar stanno puntando ad avere potenti sintetizzatori interni, mentre in passato i modelli erano soprattutto midi, eccetto rari casi. Questi modelli midi, grazie all'avvento dei computer portatili e della musica digitale, hanno subito un rinnovato interesse nelle Keytar ed un correlato aumento dei prezzi, che solo l'avvento di nuovi modelli da parte della Roland è riuscito a ridimensionare.

## Storia dei modelli
La prima keytar fu la Moog Liberation del 1980. È un sintetizzatore con 2 oscillatori e un singolo LFO e, per caratteristica unica, possiede un cavo che la collega ad una centralina che fornisce alimentazione e controllo CV/Gate. Sul manico possiede un filtro, modulazione, volume e un controllo del portamento. Questa keytar non vide mai un modello che la seguì.
All'inizio degli anni ottanta arrivò dalla Roland Corporation una piccola tastiera, la Roland SH-101, che disponeva di attacchi per portarla a tracolla e in quel caso forniva un piccolo appoggio a forma di manico con due controlli. Questa è però lontana dalla tipica forma che raggiungeranno le Keytar negli anni seguenti e appare più come un interessante optional per una normale tastiera.
Alla fine degli anni '80 giunse la prima keytar destinata ad un pubblico più ampio, la Yahama SHS-10, seguita un anno più tardi dalla meno fortunata Yamaha SHS-200. Questa Keytar possiede una tastiera di 32 piccoli tasti, e dispone di 25 suoni propri, mentre la successiva versione sarà da 49 tasti e 66 suoni al quale verranno aggiunte altre funzioni.
Fu proprio in quegli anni che la Keytar giunse al suo maggior successo, e l'impossibilità tecnologica di ottenere tastiere con suoni propri di qualità entro un certo peso fece sviluppare un mercato per le Keytar mute. Giunsero quindi sul mercato la Casio Az-1, Roland Axis, la Korg Rk-100 e la serie della Lync, tutti controller midi. La Roland e la Lync continuarono la serie, ma quest'ultima scomparve e lasciò il posto alla sola Roland ad andare avanti in questo settore. Negli anni novanta si sviluppò infatti quella che sarà la serie più diffusa e longeva delle keytar, la serie Ax.
La serie Ax cominciò con la Ax-1, la cui prima edizione era rossa ma fu seguita da una serie nera, che però oltre al colore non presentava altre differenze. Questo modello presenta caratteristiche molto interessanti per un controller MIDI, che la rendono ancora oggi una delle keytar più diffuse. Nel 2001, presenta al mondo la Ax-7 che, a differenza del modello precedente, introduce nuove caratteristiche fa cui spiccano il controller D-Beam, un sensore di profondità e uno schermo. Questo modello viene prodotto esclusivamente in colore bianco.
La Roland continua la sua serie solo 8 anni più tardi con la Ax-Synth. Questo è un punto di svolta per la serie, che da controller MIDI passa ad avere un sintetizzatore completo, leggero e con gli stessi interessanti controlli che già erano forniti nella Ax-7, ma tutto questo ad un prezzo elevato che la esclude ai semplici curiosi. Nel 2010, un anno più tardi, la Roland costruisce la Ax-9, detta Lucina. Questo modello non è un'innovazione della Ax-Synth né della Ax-7, ma piuttosto un modello, dalla forma nuova, che ha caratteristiche e funzioni minori rispetto alla Ax-Synth ma anche un prezzo ridotto.
La pubblicità infatti pone la Lucina come un prodotto per ragazzine e ragazzi, lasciando intravedere il target a cui questo prodotto è mirato. Inoltre comincia a produrre anche una Ax-Synth nera, quando prima era solo bianca, condividendo i colori con la Lucina.
Altre speciali menzioni sono per la Junost-21 (ЮНОСТЬ-21 in cirillico russo), un sintetizzatore a tracolla russo del '91, e la Zen Riffer, controller ridotto al minimo, ma estremamente costoso perché estremamente curato nell'aspetto. Quest'ultimo è stato reso celebre da Jordan Rudess dei Dream Theater.